# Lissodendoryx noxiosa
Lissodendoryx noxiosa är en svampdjursart som beskrevs av de Laubenfels 1930. Lissodendoryx noxiosa ingår i släktet Lissodendoryx och familjen Coelosphaeridae.
Artens utbredningsområde är Kalifornien. Inga underarter finns listade i Catalogue of Life.